# Marienstatuen aus dem Mekong
Die Marienstatuen aus dem Mekong sind zwei gusseiserne Statuen, die von einer französischen Manufaktur hergestellt worden sind. Sie wurden 2008 und 2012 bei Areyksat (Kambodscha) aus dem Mekong geborgen. Vermutlich waren sie während der Herrschaft der Roten Khmer ins Wasser geworfen worden. Berichte von Zeitzeugen sind nicht bekannt. Die Finder haben die Statuen der katholischen Gemeinde von Areyksat geschenkt.

## Vorgeschichte
Diese Statuen wurden in den Jahren 2008 und 2012 im Wasser des Mekong-Flusses gefunden, nahe bei dem Dorf Areyksat, gegenüber von Phnom Penh, der Hauptstadt von Kambodscha. Sie kamen wahrscheinlich während der Schreckensherrschaft der Roten Khmer von 1975 bis 1979 in den Fluss. Die Roten Khmer bekämpften alle Religionen und zerstörten fast alle Kirchen in Kambodscha sowie deren Archive.

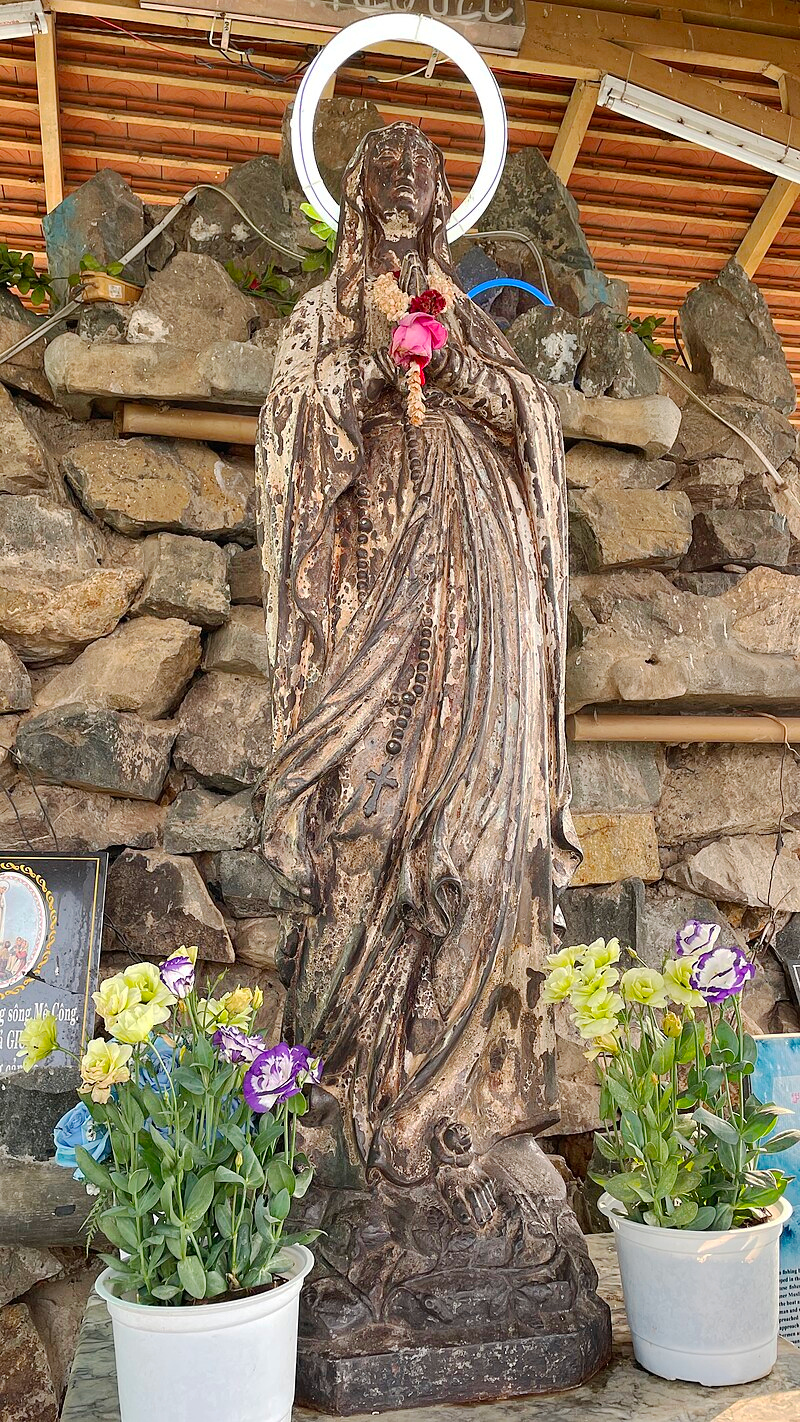
Statue der Maria von Lourdes aus dem Mekong

## 2008: Entdeckung der ersten Statue
Am 16. April 2008 erfasste ein muslimischer Fischer etwa 250 Meter nördlich der Areyksat-Fähre mit seinem Netz einen Metallgegenstand auf dem Grund des Flusses. Da er den Gegenstand nicht allein heben konnte, bat er acht weitere Fischer, vietnamesische Buddhisten, die in der Nähe waren, um Hilfe. Mit einer Winde konnten sie das Objekt an die Oberfläche bringen, und als es im Boot war, stellten sie fest, dass es sich um die Statue einer Frau handelte. Kurz darauf sah ein anderer Dorfbewohner die Statue und sprach darüber mit einer dritten Person, einer Katholikin aus der Pfarrei Marie-Reine-de-la-Paix (Maria Königin des Friedens). Diese erkannte sofort, dass es sich um eine Statue der Jungfrau Maria handelte. Sie schlug vor, dass sie den Gemeinderat der Pfarrei aufsuchen sollten; dieser war bereit, die Statue zu kaufen. Die Fischer und der Gemeinderat einigten sich auf den Preis von 2 Millionen kambodschanischen Riel (etwa 500 US-Dollar). In der nächsten Nacht hatte einer der Fischer einen Traum, der ihn erschreckte: Er hatte eine Vision von der Statue, die über ihnen flog, während sie schliefen. Als er aufwachte, erzählte er seinen Kollegen von seinem Traum, weil er befürchtete, es könnte ein schlechtes Omen für sie und ihre Familien sein. Bald darauf kehrten sie in die Kirche zurück und knieten, obwohl sie Buddhisten waren, im Gebet vor der Jungfrau Maria nieder und baten sie um Frieden und Glück für sich und ihre Familien. Wegen des Traums lehnten sie das Geld der Pfarrei ab, aber der Gemeinderat beschloss, diesen Betrag nach und nach für den Kauf von Reis und Nudeln für die Familien der Fischer zu verwenden, weil diese Familien arm waren. Die Statue besteht aus Gusseisen und wurde in Frankreich hergestellt; auf ihrem Sockel trägt sie die Aufschrift „Union Artistique de Vaucouleurs (Meuse)“. Sie ist eine Nachbildung der Statue von Joseph-Hugues Fabisch, die  Unsere Liebe Frau von Lourdes darstellt, wie sie Bernadette Soubirous im Jahr 1858 achtzehnmal erschienen war. Die Skulptur stammt aus dem Anfang des 20. Jahrhunderts.

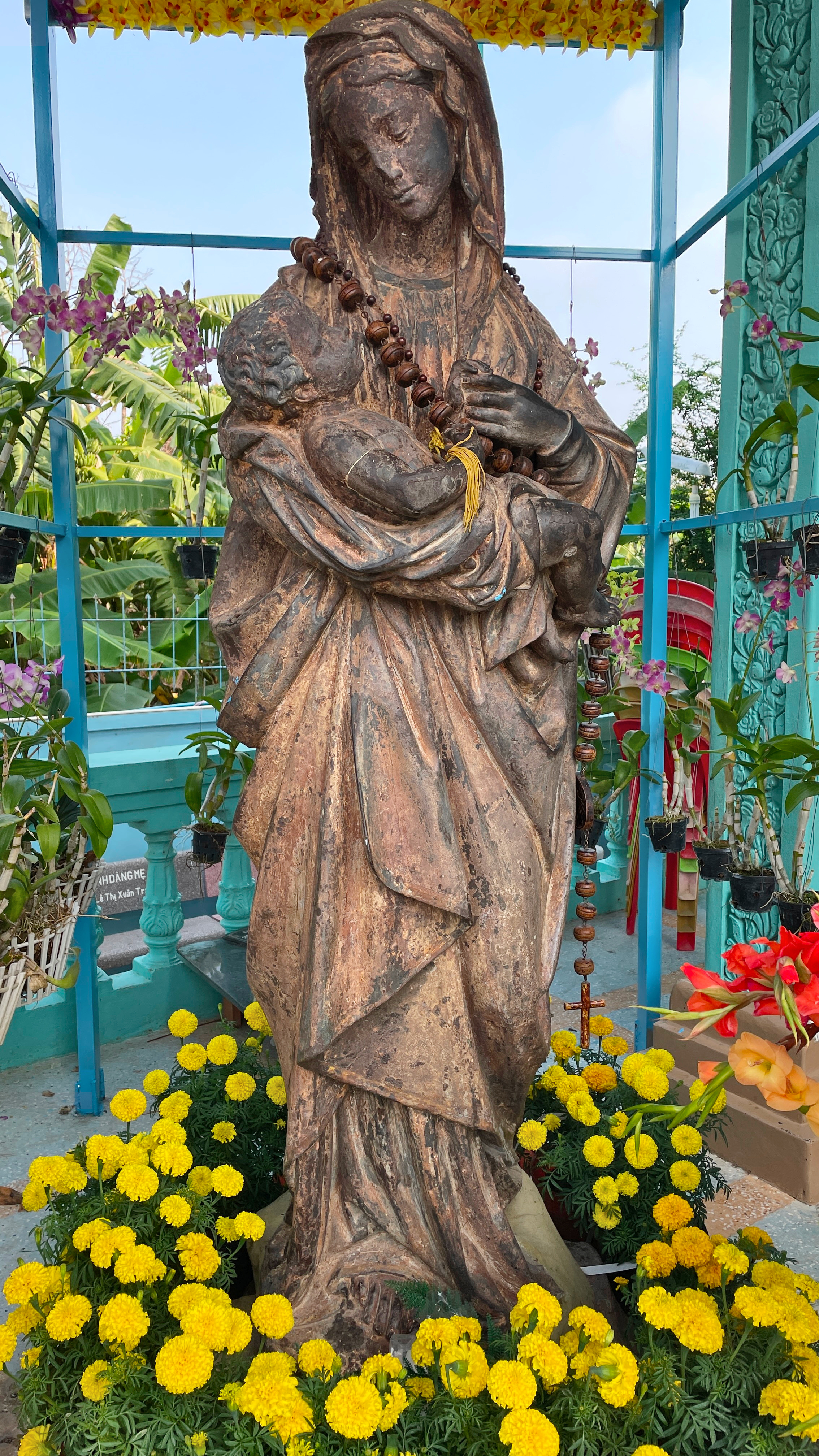
Die zweite Statue aus dem Mekong: Notre Dame de la Providence

## 2012: Entdeckung der zweiten Statue
Phang Vaing Hou (1953–2020) war ein buddhistischer Fischer aus dem Dorf Areyksat. In der Nacht vom 18. auf den 19. November 2012 träumte er von einer Statue, die eine Person darstellte, die zu ihm sagte: „Bitte hol mich aus dem Wasser, denn ich friere. Ich bin so lange im Mekong gewesen. Ich bin in der Nähe der Stelle, an der zuvor die Muttergottes entdeckt wurde.“ Am nächsten Morgen sagte er beim Kaffeetrinken im Bistro des Dorfes zum Besitzer, der katholisch war: „Heute werde ich Jesus aus dem Wasser holen.“ Dann bat er seine beiden Söhne, mit ihm zu kommen, um die Statue zu bergen. Am 19. November 2012 um 12.38 Uhr wurde die Statue der Jungfrau mit Kind aus dem Wasser geholt und am Ufer abgelegt. Sie war 2,30 Meter hoch. Etwa fünfzig junge Leute wurden gebraucht, um die Statue zur Kirche Marie-Reine-de-la-Paix zu transportieren, vor der sie sie aufstellten und zu beten begannen. Alle Christen im Dorf waren sehr glücklich, denn für sie war es das zweite Mal, dass sich ihnen die Jungfrau Maria offenbarte. Phang Vaing Hou sagte: „Als wir sie aus dem Fluss holten und auf das Boot legten, hatte ich das Gefühl, sie sei keine Statue, sondern eine lebende Person, so wie wir. Ich war glücklich und verängstigt zugleich. Ich betete zu ihr, dass sie meine Frau von ihrer Krankheit heilen möge“. Er übergab die Statue dem Pfarramt, ohne eine Gegenleistung zu verlangen. Einige Zeit später baten er und seine Frau um die Taufe und wurden Christen.

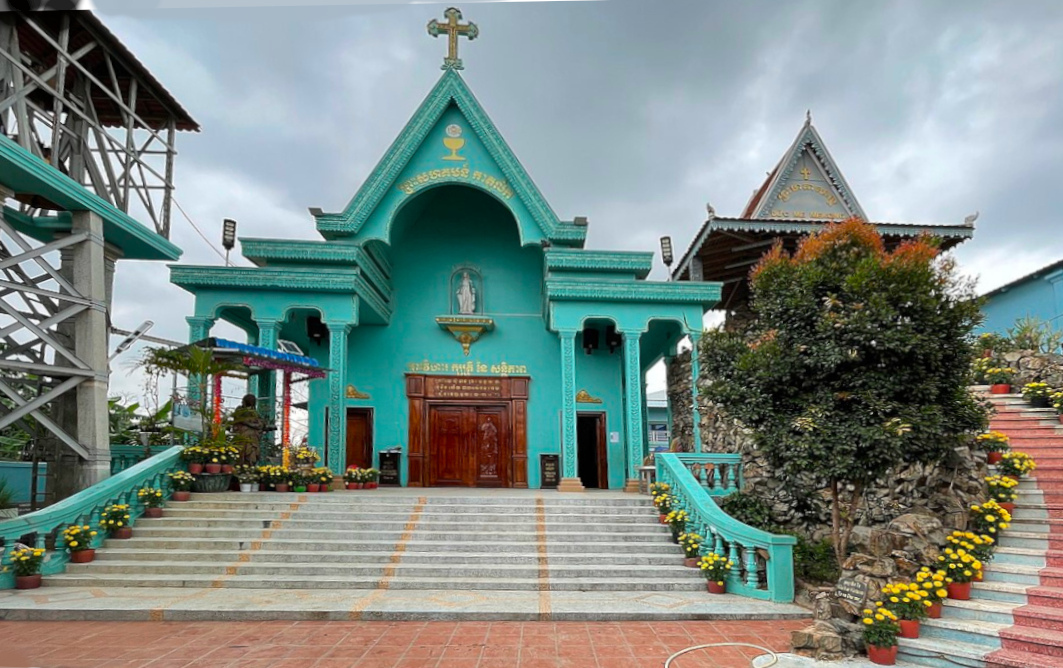
Die katholische Kirche Marie Reine de la Paix zu Areyksat

Die Christen des Dorfes betrachten Datum und Uhrzeit der Entdeckung dieser Statue seither als Zeichen der göttlichen Vorsehung. Tatsächlich fand an diesem Tag in Phnom Penh der 21. ASEAN-Gipfel (ASEAN = Verband Südostasiatischer Nationen) statt, und aus Sicherheitsgründen hatte die Regierung einen Feiertag ausgerufen und den Fährverkehr, der die Überquerung des Mekong in Areyksat ermöglicht, eingestellt. Dies erleichterte die Suche nach der Statue in der Gegend, in der normalerweise Fähren unterwegs sind, erheblich.
Die zweite Statue trägt an ihrem Sockel die gleiche Aufschrift wie die von 2008 und stammt aus derselben Manufaktur, der Union (Internationale) Artistique de Vaucouleurs. Sie besteht ebenfalls aus Gusseisen. Im Katalog der Manufaktur sind die Statuen mit Nr. 8, „N-D. de Lourdes“, und Nr. 167, „N-D. de la Providence“ bezeichnet.

## Heutiger Standort der Skulpturen
Die erste Statue ist bei der (2006 erbauten) Kirche zu Areyksat rechts vom Eingang in einer gemauerten Lourdesgrotte untergebracht, die zweite in einem Pavillon links vom Eingang.